# Celso Ramos Filho
Celso Ramos Filho (Lages, 16 de dezembro de 1924 – Florianópolis, 5 de outubro de 2016) foi um engenheiro civil, fundador e primeiro presidente do Conselho Regional de Engenharia, Arquitetura e Agronomia (CREA)-SC e político brasileiro.

## Vida
Segundo dos seis filhos do governador Celso Ramos e Edith Gama Ramos. Neto do governador Vidal Ramos e Tereza Fiuza Ramos, bisneto de Vidal Ramos Sênior e Júlia Baptista Ramos.
Casou com Maria Júlia Medeiros Ramos, professora diplomada em São Paulo, em Geografia e História  e filha de João José de Cupertino Medeiros e Eponina Orige Medeiros. 
O casal, Celso e Júlia, teve 5 filhos:
1. Celso Ramos Neto, engenheiro, casado com Ana Maria Maia Ramos;
2. Luiz Gonzaga Medeiros Ramos, engenheiro, casado com Rosanna Barcia Ramos;
3. Clisse Medeiros Ramos, engenheira, casada com Georges Perret;
4. Marcelo Medeiros Ramos, advogado, casado com Vanda Cabral Ramos;
5. Márcio Medeiros Ramos, administrador de empresas, casado com a médica Suse Maris Machado Ramos.

## Vida profissional
Durante muitos anos exerceu a engenharia, só interrompendo quando resolveu dedicar-se à política, acompanhando seu pai nas campanhas para senador e governador (eleito). Foi criador e titular da firma de engenharia ENARCO, na época a maior do estado, responsável pela construção da ala nova da Maternidade Carlos Corrêa, da Igreja Irmão Joaquim, a maternidade-hospital de Tijucas, o Hospital Naval em Florianópolis, a residência do Comando do 5º Distrito Naval, em Florianópolis, o conjunto de 100 casas populares em Laguna e Itajaí, além de centenas de residências e prédios no estado. Foi, por quatro anos, Secretário de Viação e Obras Públicas (idealizou e iniciou a construção de Beira-Mar Norte). Presidente do Conselho Rodoviário, do Conselho do Daes (hoje Casan) e do Deos (Saneamento). Membro do Conselho do PLAMEG, do Besc e da Comissão Interestadual dos rios Paraná e Uruguai. Como Secretário da Viação, construiu a ligação de São Bento do Sul a Corupá (rodovia que leva o seu nome) aproximando a região do Alto Rio Negro ao porto de São Francisco. Como deputado à Assembleia de Santa Catarina, foi o criador e presidente da Com. de Ciências Tecnologia. Foi também, Pres. da Comissão de Finanças e relator por 4 anos do Orçamento e das Contas do Estado de Santa Catarina. Foi o inspirador da criação do Ministério de Ciência e Tecnologia, ao ver aprovada sua tese no Congresso da UPI (União Parlamentar Interestadual). Autor, também, de indicação para que fosse criado um Ministério para a Amazônia. Foi a primeira voz que se levantou a favor da Área Metropolitânea da Grande Florianópolis (1967).
Autor, ainda, de vários projetos, entre eles, a criação do “Prêmio Jerônimo Coelho” e da Lei nº 4.147 de 2 de maio de 1968, que criou em Santa Catarina a “Semana da Ciência e Tecnologia”, comemorada, anualmente  nas escolas de nosso Estado. Autor de um “Regimento Interno Padrão”, para as Assembléias Legislativas do Brasil, aprovado no Congresso da UPI de Petrópolis, (aplaudido de pé pelos deputados brasileiros presentes).
Engenheiro do extinto IPASE e Presidente da Comissão pró criação de uma Escola de Engenharia em Florianópolis, objetivo concretizado, com a fundação da Escola de Engenharia Mecânica, Membro da Comissão pró criação do SENGE (Sindicato dos Engenheiros). Foi Presidente da ACE ( Associação Catarinense de Engenheiros) e criador (em 1958) do CREA de Santa Catarina e  seu  primeiro Presidente reeleito  por  unanimidade, cinco vezes (15 anos).  Eleito, por dez anos seguidos secretário do Congresso Brasileiro de Presidentes de CREAS ( Conselhos Regionais de Engenharia, Arquitetura e Agronomia).

## Vida pública e atividades sociais
Em São Bento do Sul (Oxford) há um Colégio Estadual com seu nome. Professor efetivo, por 22 anos, da Escola Técnica Federal de SC.
Presidente do Clube Náutico Riachuelo (4 vezes campeão) e de Avai Futebol Clube e membro do Conselho Deliberativo de vários clubes  sociais da capital.
Eleito duas vezes Deputado Estadual, a segunda, como o segundo mais votado. É aposentado como Conselheiro do Tribunal de Contas do Estado.
Possui vários trabalhos, comendas e medalhas, uma delas de “Mérito por serviços prestados à Engenharia Nacional” (Lei 5195 de 24/12/1966), entregue em sessão solene do CONFEA, pelo Pres. Juscelino Kubischek.
É membro do Instituto Histórico e Geográfico de Santa Catarina e recebeu em 23 de março de 1997, da Câmara Municipal, o título de “Cidadão Honorário de Florianópolis”, em ”Reconhecimento por relevantes serviços prestados ao Município”.
Foi deputado à Assembléia Legislativa de Santa Catarina na 6ª legislatura (1967 — 1971) e na 7ª legislatura (1971 — 1975).
Foi também, entre os anos de 1954 a 1957, presidente executivo do Avaí Futebol Clube.
Foi também presidente do Clube Náutico Riachuelo em Florianópolis.

## Publicações
- Coxilha Rica. Genealogia da Família Ramos. Florianópolis : Insular, 2002.
- Jóias do Pensamento Humano
- Cândido de Oliveira Ramos - Biografia